# Mini-ITX
Mini-ITX - це форм-фактор малопотужних материнських плат розміру 17 х 17 см (або 6,7 х 6,7 дюймів), яку розробила компанія VIA Technologies. Mini-ITX платформа трохи менша, ніж MicroATX. Mini-ITX плати часто можуть бути оснащеними пасивним охолодженням через їх проектно низьке енергоспоживання, що робить їх гарною основою для створення домашніх кінотеатрів, де шум від вентилятора може відвернути увагу від перегляду кінофільмів. Чотири отвори на платах Mini-ITX збігаються з такими ж отворами на повнорозмірних ATX-платах, також збігаються розташування задньої панелі і слотів для карт розширення. Тому плати mini-ITX можна використовувати у системних блоках, призначених для micro-ATX та ATX платформ.
Специфікація форм-фактору розрахована на розташування одного слоту розширення. Традиційно це стандартний 5В 32-розрядний PCI слот (33 МГц). Деякі розробники плат використовують подовжувач, а деякі навіть мають слот ресайзер на дві плати, але для таких плат потрібні спеціальні корпуси. На деяких платах, які побудовані на основі не x86-процесорів, може знаходитися слот PCI 3,3В. Сучасніші материнські плати можуть мати слот PCI-Express ×16, для підімкнення потужних дискретних відеокарт.

## Історія

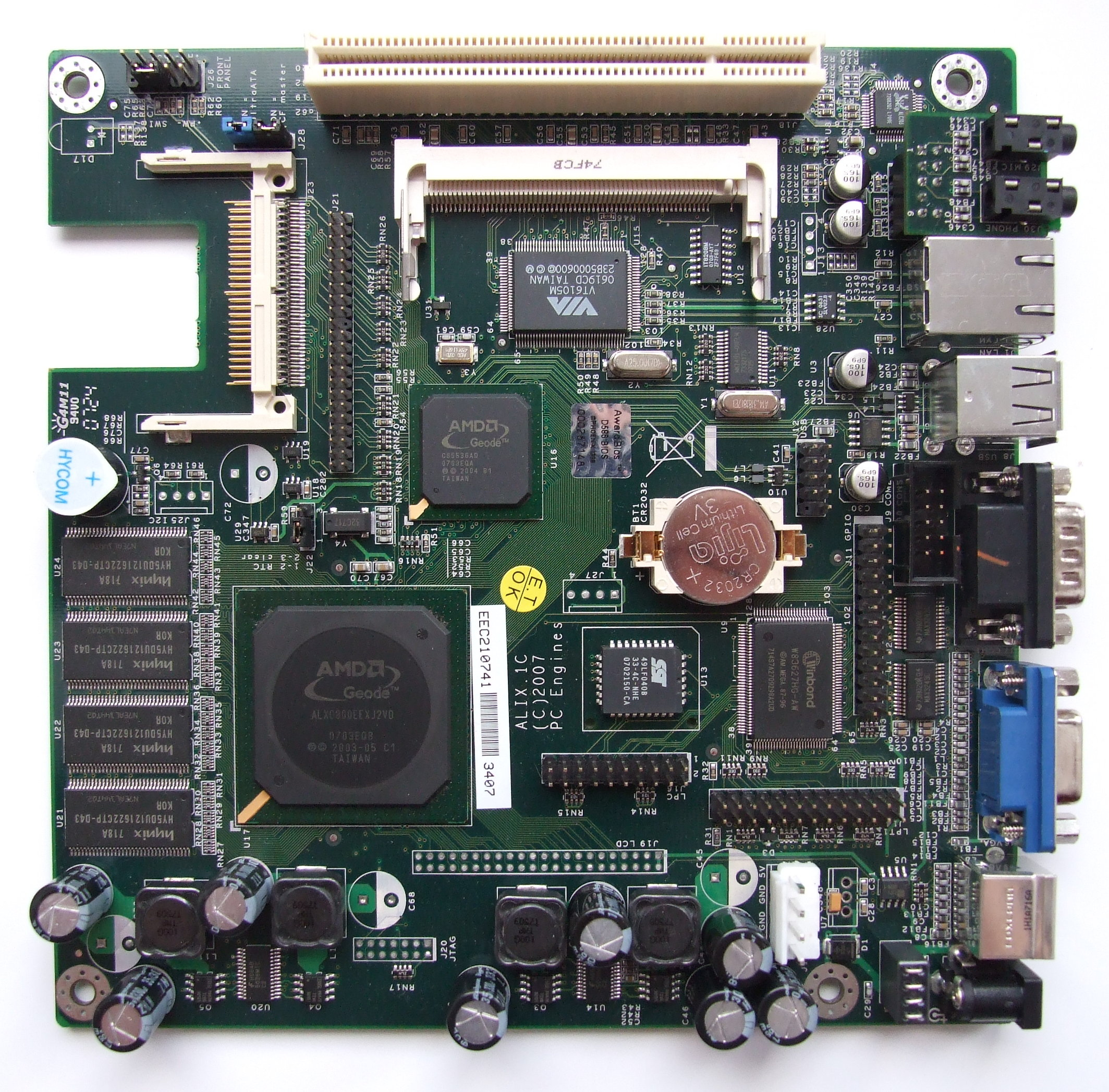
Автомобільний комп'ютер ALIX.1C Mini-ITX із впаяним на метеринській платі процесором AMD Geode LX 800,інтерфейсом для CF-картки, miniPCI та PCI слотами, 44-піновим IDE роз'ємом та 256MB оперативної пам'яті

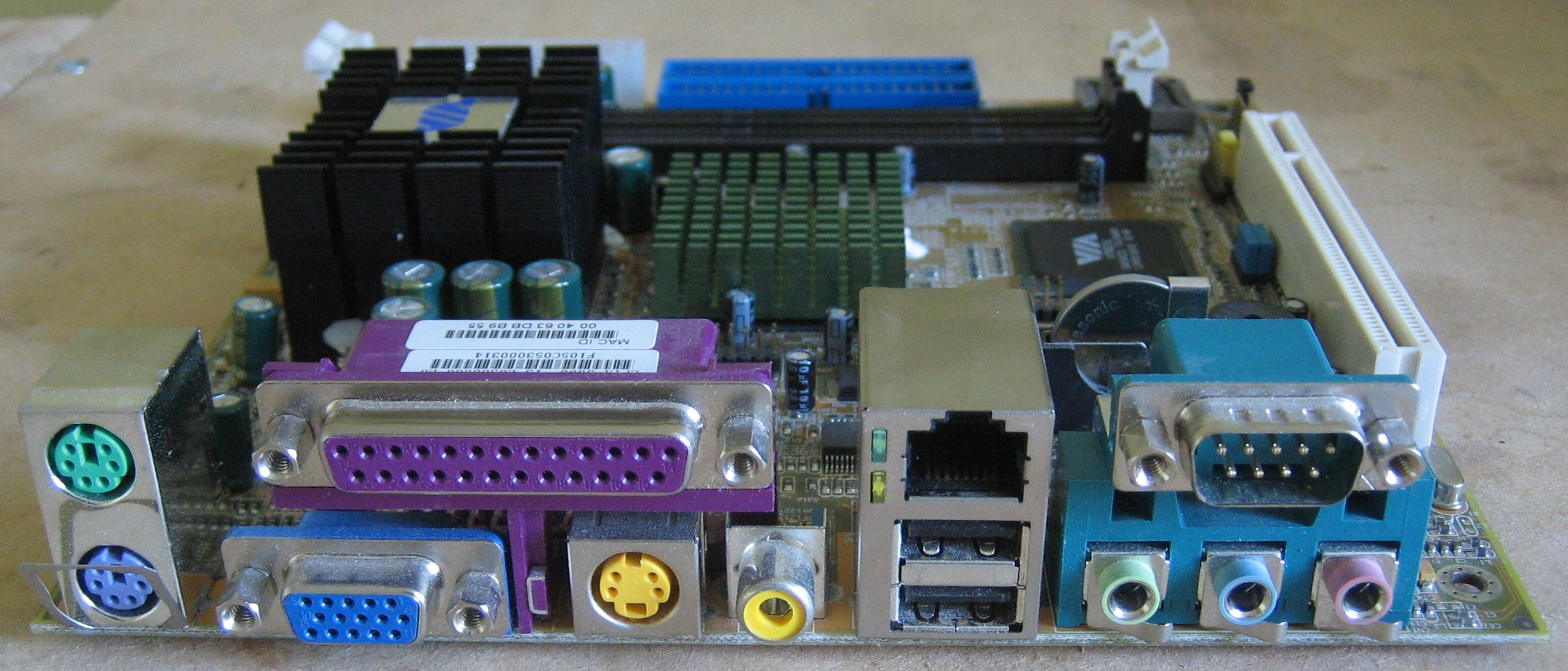
Материнська плата форм-фактору mini-ITX, виробництва VIA

У березні 2001 року виробник чипсетів VIA Technologies випустила референсний дизайн материнської плати для ITX з метою просування на ринок своїх малопотужних процесорів C3 у поєднанні з чипсетом, які вони викупили у Centaur Technology. Роберт Куо (Robert Kuo), керівник підрозділу R&D компанії VIA, представив дизайнерську розробку  материнської плати VT6009, форм-фактору ITX (215 мм x 191 мм), яка була розміщена в розділі "Інформаційний ПК" як платформа для телевізійних приставок. Пізніше вони продовжували розробляти форм-фактор Mini-ITX. Форм-Фактор ITX ніколи так і не зацікавив виробників, які використовували у виробництві менші плати на базі дуже подібного 229 мм x 191 мм FlexATX форм-фактору.
У жовтні 2001 року VIA оголосила про своє рішення створити новий стандарт материнської плати, щоб забезпечити стандартизовану інфраструктуру для дешевої комп'ютерної платформи і зосередити увагу на вбудовуваному обладнанні. Як результат, в листопаді 2001 року випускається материнська плата VT6010 референсного дизайну в форм-факторі Mini-ITX, і знову представляється як "Інформаційний ПК", або найдешевша x86 комп'ютерна платформа початкового рівня. Виробники, як і раніше, стримувалися, але зацікавленість клієнтів стала значно сприйнятливою, тому VIA перейшов до виробництва і продажу плат самостійно. У квітні 2002 року перші Mini-ITX плати VIA EPIA 5000 (безвентиляторні, з 533 МГц -вим процесором Eden) і EPIA 800 (800 C3), були продані промисловим споживачам.
Ентузіасти незабаром помітили переваги малого розміру, низького рівня шуму та енергоспоживання, і почали розширювати межі моддингу комп'ютерних корпусів в щось інше, що раніше і не можна було передбачити як комп'ютер. Видовбані марочні комп'ютери, х'юмідори, іграшки, електроніка, музичні інструменти, і навіть тостери 1960-х років стали домом для відносно тихих, і навіть безшумних Mini-ITX систем, здатних справлятися із багатьма сучасними завданнями настільних ПК.
Mini-ITX плати, як і раніше, призначені в першу чергу як промислові плати, при цьому більшість проданого призначено для маловибагливих додатків. Вони розробляються із набагато довшим терміном випуску, ніж материнські плати для користувачів (перші оригіналні плати EPIA до цього часу доступні для купівлі), що вказує на потреби промислових споживачів. Виробники можуть використовувати прототипи стандартних корпусів та блоків живлення або створювати свої власні, якщо обсяги випуску створеного обладнання достатньо великі. Типові області застосування таких систем включають музичні автомати, дисплеї рекламних щитів та термінали швидких розрахунків.
На сьогодні існує три покоління Mini-ITX материнських плат VIA: плати, базовані на чипсеті PL133 (також відомі, як "класичні" плати), базовані на CLE266 (додано  MPEG-2 відеоприскорення), і плати на CN400 (в яких додано MPEG-4 відеоприскорення). Друге покоління плат включають моделі EPIA M, MII, CL, PD, TC і MS - всі розроблені з урахуванням специфіки різних ринків. Всі сучасні материнські плати VIA використовують свої x86-сумісні процесори - C3 або його модифікація із заниженим енергоспоживанням - Eden. У 2006 році компанія VIA представила процесори наступного покоління - C7, разом із новою лінією материнських плат. Інші виробники також підготували материнські плати з використанням того ж форм-фактору, як і в VIA, для процесорів Intel, AMD, Transmeta та PowerPC в тому числі.
Intel розробили серію mini-ITX плат для власних процесорів Atom, які за своїми функціональними параметрами є на крок попереду  процесорів VIA C3 і C7, і це є ключовим чинником для використання платформи Intel навіть у персональних комп'ютерах. Інші виробники також побачили потенціал форм-фактора, а деякі навіть не обмежили себе процесорами Atom, про що свідчить Zotac GeForce 9300-ITX — материнська плата, яка підтримує процесори Core 2 Duo з підтримкою частоти шини до 1333 МГц, два роз'єми оперативної пам'яті 800 МГц, і повністю функціональний слот PCI Express 2.0 x16, який може підключатися до інтегрованого відео по протоколу Scalable Link Interface. Ця нова хвиля пропозицій призвела до популяризації платформи Mini-ITX серед домашніх користувачів, любителів і навіть оверклокерів.

## Продукція
Враховуючи, що VIA зосереджені на ринку промислових ПК, їхні Mini-ITX продукти розроблені і продаються на промислових ринках і ринках системних інтеграторів.

## Продукція на основі Intel
Першою материнською платою Mini-ITX для платформи Intel від AOpen була плата i945GTt-VFA, яка підтримує шину 667 МГц для процесорів Intel Core Duo/Core Solo на Socket 479 та процесори Intel Viiv для створення HTPC. Остання Mini-ITX материнська плата AOpen  - nMCP7ASt-V, яка адаптує Socket 775 для процесорів Intel Core 2 Quad/Core 2 Duo/Celeron із шиною 533/800/1066/1333 МГц, з підтримкою двоканальної пам'яті DDR2 667/800 МГц SDRAM об'ємом до 4 Гб, і зі слотом PCI Express x 16 (підтримка технологій NVIDIA Hybrid SLI та PCI Express 2.0 завдяки чипсету nVIDIA MCP7A-S).
DFI також представили mini-ITX материнську плату основану на чипсеті P55. Плата оснащена роз'ємом LGA-1156 з підтримкою процесорів Core i5/i7. Також наявні два слота пам'яті DDR3, і один слот PCI-Express x16, який необхідний у зв'язку із відсутністю інтегрованого графічного ядра. Для підключення жорстких дисків присутні 1xESATA і 3xSATA II порти, 4xUSB 2.0, Gigabit LAN, 8-канальний звук із SPDIF, а також кнопка скидання CMOS і світлодіод налагодження.

## Продукція на основі AMD
AOpen також виготовили першу материнську плату Mini-ITX для процесорів AMD — MCP68PVNt-HD, яка підтримує відеовихід HDMI, що дозволяє підключати монітори, які підтримують 480p, 720p і 1080p відео високої чіткості та аудіо із підтримкою HDCP. Це робить продукт чудовою[джерело?] основою для створення HTPC. В основі материнської плати лежить чипсет MCP68PVNT (nVidia GeForce 7050 nForce630a) для процесорів AMD Athlon 64 X2, Athlon 64 і Sempron у виконанні Socket AM2. Відеоядро чипсету MCP68PVNT підтримує DirectX 9 і апаратне декодування H.264, що зменшує навантаження на процесор під час відтворення HD контенту.

## Потужність
Стандарт Mini-ITX не встановлює стандартів для живлення, і це дозволяє пропонувати та використовувати різні можливі варіанти. Традиційно в Mini-ITX платах використовуватися 20-контактний роз'єм живлення «оригінального ATX». Враховуючи на мале енергоспоживання Mini-ITX систем, іноді в корпусах встановлюють DC-DC конвертер, який підключається до зовнішнього блоку живлення, це дозволяє винести за межі корпусу одне із джерел тепла та шуму. Обмеженням даної схеми є те, що максимальна потужність системи буде обмежуватися потужністю DC-DC конвертеру, яка складає 60-90Вт. Але в будь-якому випадку як і блок живлення, так і DC-DC конвертер поставляються з корпусом.
Деякі виробники материнських плат пішли ще далі, і почали встановлювати DC-DC конвертер безпосередньо на материнську плату, це дозволяє уникнути необхідності підключати окремий конвертер DC-DC або навіть блок живлення в системний корпус. Це значно спрощує дизайн корпусу та сприяє звільненню простору. Але системи, на основі повноцінних процесорів Intel або AMD, все одно оснащуються роз'ємом живлення ATX12V 2.x і потребують відповідного за потужністю блоку живлення і системи охолоджування.

## Корисні посилання
- http://www.logicsupply.com/ [Архівовано 7 липня 2010 у Wayback Machine.]
- Порівняння високопродуктивних Mini-ITX платформ на основі сокету LGA775
- Mini-ITX.com [Архівовано 31 січня 2021 у Wayback Machine.] - Один з найстаріших і найінформативніших незалежних вебсайтів про комп'ютери та системи mini-ITX.
- MiniMotherboard.com [Архівовано 3 жовтня 2017 у Wayback Machine.] - Блог про Mini-ITX материнські плати і пов'язані з ними рішення.
- Деякі аспекти вибору комплектуючих для формату mini-ITX [Архівовано 4 червня 2010 у Wayback Machine.].